# 哈特菲爾德莊園
51°45′38″N 0°12′33″W / 51.7606°N 0.2092°W
哈特菲爾德莊園（英語：Hatfield House）是位於英國赫特福德郡哈特菲爾德的一座英國鄉村別墅。哈特菲爾德莊園始建於1611年，為羅伯特·塞西爾伯爵的宅邸，是一座具代表性的詹姆士一世建築。現在哈特菲爾德莊園仍屬塞西爾家族所有。
哈特菲爾德莊園在中世紀曾經是一座皇家宮殿。1497年亨利七世的大臣坎特伯雷紅衣大主教约翰·莫顿改造了這座宮殿，并將它作爲主教宮殿。亨利八世時期，由於英格蘭與羅馬教廷決裂，這座宮殿和其他教會財產被亨利八世國王沒收。1549年它被授予了當時的伊麗莎白公主，自1555年至1558年，這座莊園一直是伊麗莎白的住所。在詹姆士一世繼承了英格蘭國王王位之後，作爲對羅伯特·賽西爾伯爵協助他登上王位的回饋，1607年詹姆士一世將改建好的莊園贈與了賽西爾家族。之後羅伯特·賽西爾伯爵將老房子的大部分拆掉，並在另外一個地方建造了一個新豪宅，即：現在的哈特菲爾德莊園，而過去的一些作爲宮殿的舊建築保留了下來。

## 延伸閱讀

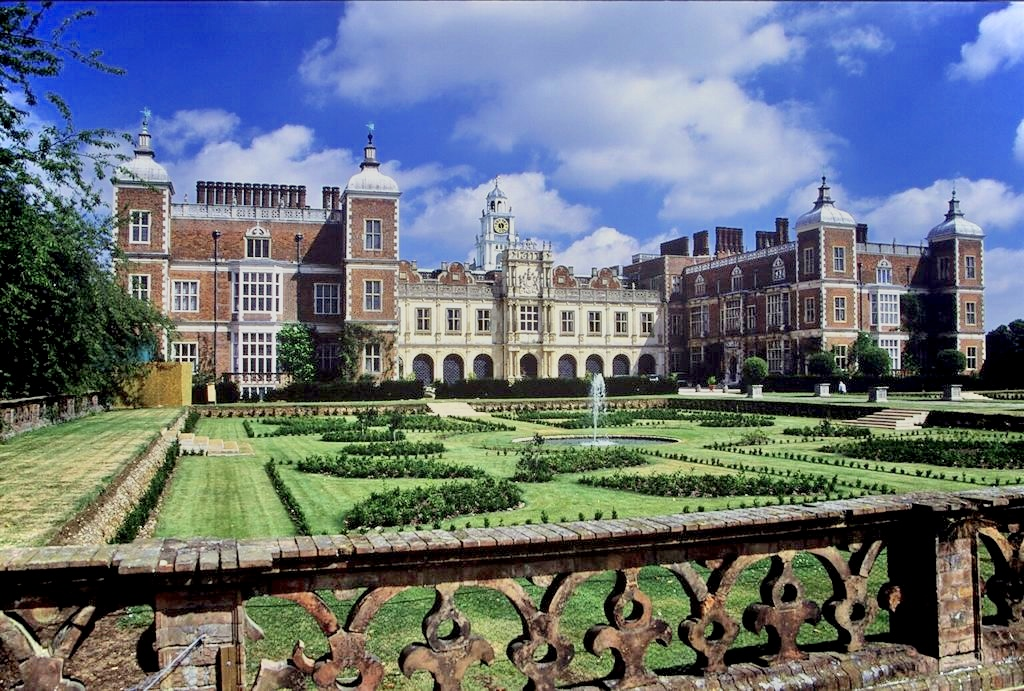
莊園南面

- Cecil, David. The Cecils of Hatfield House: An English Ruling Family. Houghton Mifflin, 1973. [written by the younger son of the 4th Marquess of Salisbury]

## 外部連結
- 官方网站
- A detailed historical record of Hatfield Palace
- Photos tagged Hatfield House at Flickr